# انگورآباد
انگورآباد، روستایی در بخش کهیر شهرستان کنارک در استان سیستان و بلوچستان ایران است.

## جمعیت
بر پایه سرشماری عمومی نفوس و مسکن در سال ۱۳۹۵، جمعیت این روستا برابر با ۸۲۱ نفر (۲۰۶ خانوار) بوده‌است.